# Clone (informatique)
Pour les articles homonymes, voir clone.
En informatique, dans le domaine des logiciels, un clone est une copie de fonctionnalités.

## Clone d'un logiciel
Le clone d'un premier logiciel est un second logiciel dont les fonctionnalités sont copiées d'un autre, sans nécessairement que le code source ait été copié. Pour obtenir un tel clone, on peut procéder par rétro-ingénierie, ou bien on peut simplement implémenter le second logiciel indépendamment.
- Ont été clonés : EDLIN et Unix.
- Un jeu vidéo peut être cloné. Voir : Clone de jeu vidéo.

## Clone d'une structure de données
Un autre type de clone se trouve à l'intérieur même d'un logiciel, plus précisément dans l'étape de sa programmation.
En programmation orientée objet, les fonctionnalités d'une structure de données peuvent être copiées dans un clone.
Plus particulièrement, en programmation orientée prototype, les objets ne sont pas créés par instanciation d'une classe (modèle) mais par clonage d'un prototype (autre objet servant de modèle).